# Clemens Hebbe
Gustaf Clemens Hebbe, född den 24 juli 1804 i Stockholm, död den 21 mars 1893 på gården Issi i Bærums socken i Norge, var en svensk godsägare, jurist, författare och politiker. 
Clemens Hebbe var son till Jan Hebbe (1777–1847) av släkten Hebbe, godsägare på Sundsholm i Järsnäs socken i Småland, och Elisabet Beata Tomalini (1780–1856) samt sonson till grosshandlare Christian Hebbe den yngre. Efter juridiska studier var Clemens Hebbe 1831–1839 godsägare i Fryele socken i Småland men kom på obestånd och begav sig utomlands, först till England, senare till USA, där han blev juris doktor. 
Hebbe var uppburen som föreläsare och författare, deltog 1846–1847 i det nordamerikanska angreppskriget mot Mexiko 1846–1847 och medverkade intensivt vid valet av demokraten Franklin Pierce till amerikansk president. Som belöning utnämndes han till amerikansk konsul i USA 1854, men måste snart avgå, varefter han förde ett kringflackande liv som politisk intrigör och slutligen under 1850-talets senare år hamnade i Norge, där han under pseudonymerna Rosalber och Junius till särskilt svenska tidningar skrev artiklar i dansk-tyska och andra frågor, samtidigt med att han utvecklade en livlig översättarverksamhet, bland annat översatte han Emelie Flygare-Carlén till engelska.
Han var gift första gången 1832–1864 med journalisten Wendela Hebbe, med vilken han hade dottern Signe Hebbe som var operasångare. De levde dock åtskilda i flera decennier innan de blev lagligt skilda. År 1865 gifte han sig i Asker i Norge med Annette Hortensia Johnsrud.